# Marie von Mecklenburg-Strelitz

Victoria Marie von Mecklenburg-Strelitz, um 1898/1901

Victoria Marie Auguste Luise Antoinette Karoline Leopoldine, Herzogin zu Mecklenburg [-Strelitz] (* 8. Mai 1878 in Neustrelitz; † 14. Oktober 1948 in Oberkassel) war ein Mitglied des Großherzoglichen Hauses Mecklenburg-Strelitz.

## Leben
Marie von Mecklenburg-Strelitz (Herzogin Marie) war die älteste Tochter von vier Kindern des Großherzogs Adolf Friedrich V. (1848–1914) und dessen Ehefrau Prinzessin Elisabeth von Anhalt (1857–1933), Tochter von Herzog Friedrich I. und Prinzessin Antoinette von Sachsen-Altenburg. Ihre Großeltern väterlicherseits waren Großherzog Friedrich Wilhelm (II.) von Mecklenburg [-Strelitz] und Prinzessin Augusta Karoline von Großbritannien, Irland und Hannover.
Ihre Kindheit drehte sich um perfektes Benehmen und die gesellschaftliche Repräsentation. Sie wurde ausschließlich zu Hause von Gouvernanten und Tutoren mit Hilfe der väterlichen Bibliothek unterrichtet. Prinzessin Victoria Marie verliebte sich in einen verheirateten Palastdiener, Friedrich Hecht, und als sie kurz darauf schwanger wurde, reiste sie zu ihrer Großmutter nach England, um einen Skandal zu vermeiden. In London brachte sie 1898 eine Tochter zur Welt. Der Kindsvater wurde aus dem großherzoglichen Dienst entlassen und musste sich später wegen Diebstahls vor Gericht verantworten.
Marie ging kurz darauf nach Frankreich, wo sie den Grafen Georg Maurice Jametel (1859–1944), Sohn Ernest Jametels, eines Bankiers und Medizinfabrikanten, kennenlernte. Dessen Vater war im Jahr 1886 durch Papst Leo XIII. in den Adelsstand erhoben worden. Am 22. Juni 1899 heirateten sie in einer katholischen Kapelle in Richmond Park, in der Nähe der White Lodge, dem Anwesen ihrer Großtante, der Herzogin Mary Adelaide von Teck. Am selben Tag gab es eine zweite anglikanische Trauung in der Pfarrkirche in Kew. Obwohl die Ehe als Ehe zur linken Hand galt, bekam sie eine jährliche Apanage von 200.000 US-Dollar. Aus der Ehe, die Berichten zufolge unglücklich verlief, gingen zwei Kinder hervor:
- Georg Friedrich (1904–1982), Graf Jametel ⚭ 1948 Lise Barbet
- Marie Auguste (May) (1905–1969), Gräfin Jametel, seit 1910 Gräfin Nemerow ⚭ 1928 Karl von Barton gen. von Stedman

In den ersten Jahren ihrer Ehe lebten sie abwechselnd in London und in Saint-Germain-en-Laye, Île-de-France. Nachdem die Ehe gescheitert war, lebte das Paar ab 1906 getrennt. Als die Liebesbeziehung zwischen ihrem Mann und der Prinzessin Maria Eulalia de Bourbon-Montpensier öffentlich geworden war, reichte Marie 1908 die Scheidung ein. Im August desselben Jahres forderte ihr jüngerer Bruder Karl Borwin, um die Ehre seiner Schwester zu verteidigen, deren Noch-Ehemann zum Duell heraus – dabei wurde er tödlich verletzt. Am 31. Dezember 1908 wurde die Ehe geschieden und ihre Tochter bekam vom Großherzog den Titel einer Gräfin von Nemerow zugesprochen. Zusammen mit ihrer Tochter lebte sie in Neustrelitz und später in der für sie gebauten (und erst später so genannten) Villa zur Lippe in Blasewitz, einer Villenvorstadt bei Dresden.
Am 11. August 1914 heiratete Marie in Neustrelitz Prinz Julius Ernst zur Lippe (1873–1952), den dritten Sohn von Ernst zur Lippe-Biesterfeld und Karoline, geb. Gräfin von Wartensleben. Aus der Ehe, die Berichten zufolge glücklich verlief, gingen zwei Kinder hervor:
- Elisabeth Caroline (1916–2013), Prinzessin zur Lippe ⚭ 1939 Ernst August Prinz zu Solms-Braunfels
- Ernst August (1917–1990), Prinz zur Lippe (Edler Herr und Graf zu Biesterfeld etc.) ⚭ 1944 Christa von Arnim

Prinzessin Marie starb während eines Kuraufenthalts in Oberkassel an den Folgen einer Lungenentzündung und wurde in der Familiengruft der fürstlichen Familie zur Lippe im Kloster Heisterbach, Königswinter, beigesetzt.

## Name
In ihren verschiedenen Lebensphasen lautete ihr Name:
- 1878–1899 Prinzessin Marie von Mecklenburg-Strelitz, Herzogin zu Mecklenburg
- 1899–1908 Gräfin Victoria Marie Jametel
- 1908–1914 Prinzessin Marie von Mecklenburg-Strelitz, Herzogin zu Mecklenburg
- 1914–1948 Prinzessin Victoria Marie zur Lippe

## Auszeichnungen
- Louisenorden[3]
- Gedächtnismedaille für den hochseligen Großherzog Adolf Friedrich V.